# Breitenbush Hot Springs
Breitenbush Hot Springs az Amerikai Egyesült Államok északnyugati részén, Oregon állam Marion megyéjében elhelyezkedő önkormányzat nélküli település. Itt található az azonos nevű termálvizes forrás és a konferencia-központ is.